# Droga krajowa nr 119 (Kostaryka)
Droga krajowa nr 119 (hiszp. Ruta Nacional Secundaria 119/Ruta 119) – jedna z dróg krajowych w Kostaryce. Znajduje się ona w prowincjach Alajuela i Heredia.

## Opis
W prowincji Alajuela droga krajowa nr 119 przebiega przez kanton Alajuela (przez dystrykt Río Segundo).
W prowincji Heredia droga krajowa nr 119 przebiega przez kanton Barva (przez dystrykty Barva i San Roque), kanton Santa Bárbara (przez dystrykt San Juan de Santa Bárbara) oraz kanton Flores (przez dystrykt Barrantes).